# Дженнари, Эджидио
Эджидио Дженнари (итал. Egidio Gennari; 20 апреля 1876, Альбано — 12 апреля 1942, Горький, СССР) — деятель итальянского рабочего движения.

## Биография
Родился в крестьянской семье.
Окончил математический факультет Римского университета, работал учителем.
В 1897 году вступил в Итальянскую социалистическую партию (ИСП), был руководителем социалистической секции Флоренции. В 1914-1918 годах возглавлял группу интернационалистов в итальянском рабочем движении. В 1917 году был одним из организаторов фракции максималистов. В 1918 году стал генеральным секретарём ИСП. Возглавлял группу левых максималистов.
В 1919—1920 был одним из организаторов движения в защиту Советской России. Организатор всеобщей стачки в 1920 году, вынудившей итальянское правительство отозвать войска из Албании и отказаться от агрессивных мероприятий в отношении народов Югославии.
Участвовал в создании коммунистической фракции ИСП, а в 1921 году — Итальянской Коммунистической партии (ИКП).
В 1921—1926 гг. член ЦК ИКП. В 1921—1922 гг., 1924—1926 гг. депутат парламента.
Активно боролся против фашизма.
В 1926 году по решению ИКП выехал за границу. Жил в Западной Европе, Латинской Америке, СССР.
Был делегатом III и IV конгрессов Коминтерна. В 1921—1922 гг. — член Президиума Исполкома Коминтерна (ИККИ), в 1922—1924 гг. — член ИККИ. В 1924—1928 гг.— член Интернациональной контрольной комиссии Коминтерна.